# Jorge Seré
Jorge Seré, vollständiger Name Jorge Fernando Seré Dulcini (* 9. Juli 1961 in Montevideo) ist ein ehemaliger uruguayischer Fußballspieler und Trainer.

## Spielerkarriere

### Verein
Der 1,81 Meter große Torwart Seré gehörte von 1981 bis 1987 zum Kader des in Montevideo angesiedelten Vereins Danubio. Anschließend wechselte er zum Ligakonkurrenten Nacional, für den er bis zur Apertura 1995 spielte. Mit den Bolsos siegte er bei der Copa Libertadores 1988, wobei er in beiden Finalpartien gegen die Newell’s Old Boys in der Startaufstellung stand. Beim anschließenden Weltpokal-Finalsieg am 11. Dezember 1988 in Tokio gegen die PSV Eindhoven wirkte er ebenfalls von Beginn an mit. Nachdem er am 31. Januar bzw. 6. Februar 1989 in den Endspielen um die Recopa Sudamericana 1989 beim Anpfiff auf dem Platz stand und somit aktiv zum letztlich erfolgten Titelgewinn im Duell mit dem argentinischen Vertreter Racing Club beitrug, wurde er auch in den Finals um die Copa Interamericana 1989 von Beginn an eingesetzt. Nacional setzte sich im März 1989 auch dort gegen CD Olimpia durch. Später partizipierte er noch am Gewinn des uruguayischen Meistertitels des Jahres 1992. Nach seiner Zeit bei Nacional folgte 1995 eine Zwischenstation in Brasilien bei Coritiba. Von der Apertura 1996 bis zur Clausura 1997 stand er bei Liverpool Montevideo unter Vertrag. Die Saisons 1998 und 1999 spielte er dann in der Primera División für die Rampla Juniors. Zum Karriereende war er im Jahr 2000 nochmals für Liverpool Montevideo aktiv.

### Nationalmannschaft
Seré war auch Mitglied der uruguayischen A-Nationalmannschaft. Mindestens ein Länderspiel absolvierte er, als er am 7. August 1988 in der Partie gegen die kolumbianische Auswahl im Rahmen der Copa Gonzalo Jiménez de Quesada auflief. 1987 wurde er mit der Nationalelf Südamerikameister bei der Copa América in Argentinien. Auch gehörte er dem uruguayischen Aufgebot bei der Copa América 1989 an, die Uruguay als Zweitplatzierter beendete. Zum Einsatz kam er jedoch in beiden Turnieren nicht.

### Erfolge
- Copa América: 1987
- Weltpokal: 1988
- Copa Libertadores: 1988
- Copa Interamericana: 1989
- Recopa Sudamericana: 1989
- Uruguayischer Meister: 1992

## Trainerlaufbahn
Seré trainierte mindestens seit Dezember 2011 die Frauenfutsalmannschaft von Bella Vista. Mindestens seit Oktober 2015 ist er Nationaltrainer der uruguayischen Frauen-Futsalnationalmannschaft und betreute diese bei der Copa América 2015. Dort wurde das uruguayische Team nach einer 2:4-Finalniederlage gegen Kolumbien Vize-Südamerikameister. 2016 zeichnet er als Trainer für die Frauen-Futsalmannschaft von Nacional Montevideo verantwortlich.